# زاویه مشعلی
زاویه مشعلی، روستایی از توابع بخش مرکزی شهرستان دزفول در استان خوزستان ایران است.  فاصله تا دزفول 14 کیلومتر  مکانهای تفریحی بیشه واقع در رودخانه بالارود که از کنار این روستا میگذرد

## جمعیت
این روستا در دهستان قبله‌ای قرار دارد و براساس سرشماری مرکز آمار ایران در سال ۱۳۸۵، جمعیت آن ۸۳۶ نفر (۱۴۷خانوار) بوده‌است.مردم از طوایف ایل سکوند می باشند و عمده کار این روستا کشاوزی ودامداری است که از محصولات کشاورزی ان میتوان به خیار بادمجان گندم ذرت مرکبات شلغم کدو هندوانه و لوبیا نام برد